# German Open
German Open, oficiálně ecotrans Ladies Open, známý také jako Grass Court Championships Berlin, je profesionální tenisový turnaj žen hraný v berlínském klubu LTTC Rot-Weiß.
Turnaj byl původně založen v roce 1896 jako jedna z nejstarších ženských událostí. V letech 1896–1978 probíhal v Hamburku na antuce, poté až do zrušení v sezóně 2008 v Berlíně. Na okruh WTA Tour se měl vrátit roku 2020 v kategorii Premier. Kvůli pandemii covidu-19 byl však odehrán až ročník 2021 v kategorii WTA 500. Dějištěm se staly travnaté dvorce tenisového klubu LTTC Rot-Weiß Berlin. V červnovém termínu představuje přípravu na londýnský Wimbledon.
Nejvyšší počet devíti singlových titulů vybojovala bývalá světová jednička Steffi Grafová, po níž byl v roce 2004 pojmenován centrální stadion berlínského areálu. Nejstarší šampionkou v otevřené éře se v roce 2023 stala 33letá Češka Petra Kvitová.

## Historie
German Open byl založen v roce 1896 jako jeden z nejstarších ženských turnajů v Evropě, rok před vstupem tenistek na Roland-Garros. Do sezóny 1978 probíhal v Hamburku společně s mužským German International Championships. Následně jej hostil Západní Berlín, respektive po sjednocení Německa, až do zrušení v roce 2008 hlavní město Berlín. K obnovení došlo v roce 2020.

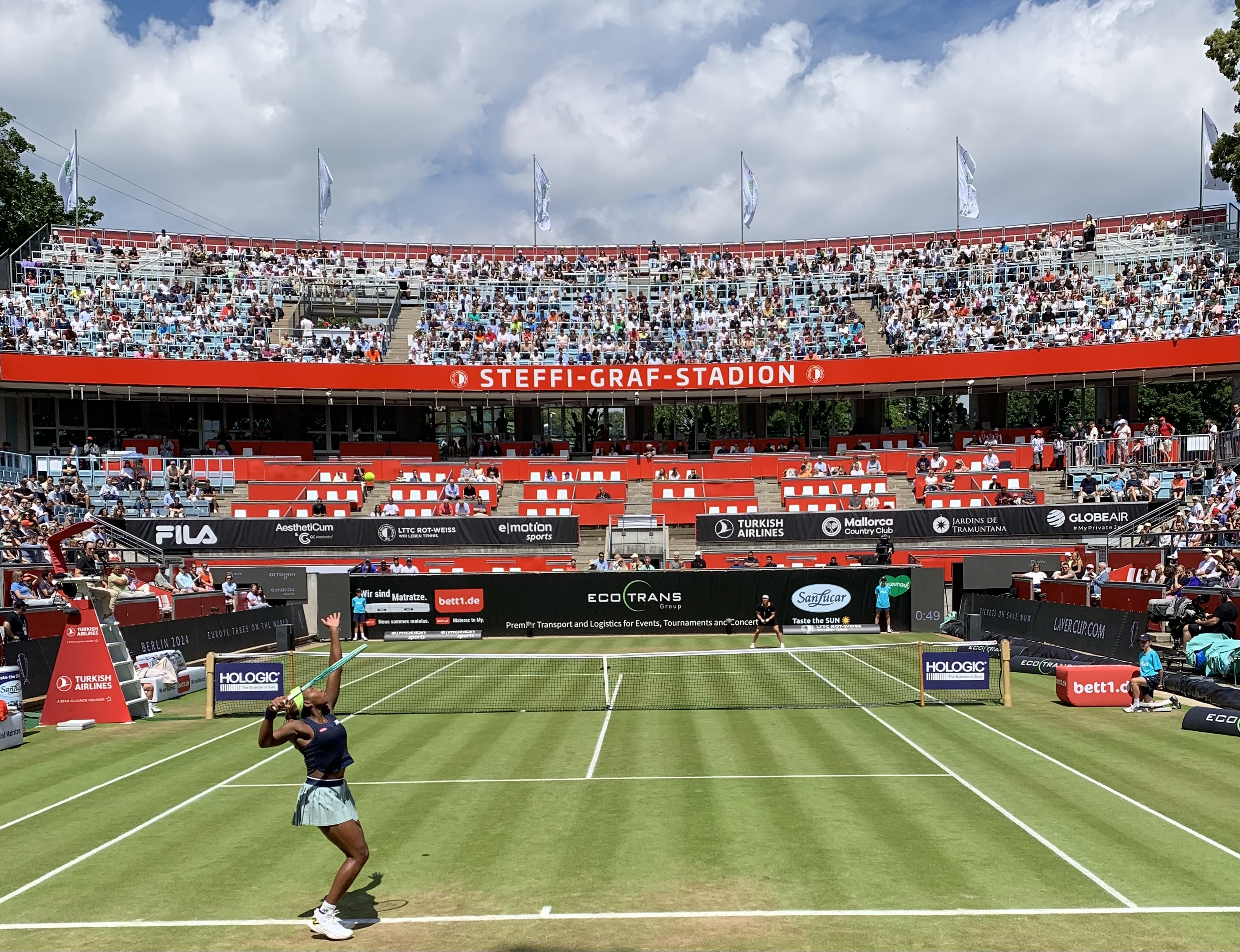
Na centru podávající Coco Gauffová v ročníku 2024

V letech 1896–2008 se turnaj hrál na antuce v hamburském areálu Am Rothenbaum. V roce 1979 se přestěhoval do západoberlínského klubu LTTC Rot-Weiß Berlin. Po ukončení kariéry členky oddílu Steffi Grafové v roce 1999, opadl zájem diváků i televizních stanic, což vyústilo ve finanční potíže turnaje. V roce 2005 tak pořadatelskou licenci odkoupila Katarská tenisová federace, která po dalších třech ročnících licenci vrátila organizaci WTA. Ženská tenisová asociace ji v rámci nové kategorie Premier prodala Warsaw Open.
Po znovuzařazení do profesionálního kalendáře v roce 2020 se dějištěm opět stal LTTC Rot-Weiß Berlin, ovšem s travnatými dvorci. Turnaj probíhá na šesti kurtech. Na přípravě travnatých dvorců se podíleli specialisté z All England Clubu. Ochozy centrálního Stadionu Steffi Grafové postaveného v roce 1996, pojmou 7 tisíc diváků. Pod řídící organizací okruhu WTA Tour turnaj probíhal od sezóny 1988, do zrušení v kategorii Tier I. V roce 2020 byl zařazen do kategorie Premier, jakožto příprava na grandslamový Wimbledon.
Generálním partnerem obnovené berlínské události se v roce 2020 stala společnost bett1, založená v roce 2004 jako berlínský internetový start-up. Organizátorem je skupina e|motion sports GmbH Germany, pořadatel turnajů Vienna Open, Stuttgart Open a Mallorca Championships.
Do soutěže dvouhry nastupuje dvacet osm tenistek a čtyřhry se účastní šestnáct párů. Nejvyšší počet devíti singlových titulů vybojovala při jedenácti startech mezi lety 1986–1996 Němka Steffi Grafová. Mezi vítězky se zařadily další bývalé první hráčky světa Billie Jean Kingová, Chris Evertová, Monika Selešová, Arantxa Sánchezová Vicariová, Martina Hingisová, Amélie Mauresmová, Justine Heninová, Ana Ivanovićová a Dinara Safinová.
Rozpočet obnovené události měl v roce 2020 činit 1 022 899 dolarů. Kvůli přerušení sezóny pro pandemii covidu-19 se však neuskutečnil a odehrán byl až bett1open 2021.

## Vývoj názvu turnaje
- 1971–1988: German Open
- 1989–1990: Lufthansa Cup
- 1991–1992: Lufthansa Cup German Open
- 1993–2000: German Open
- 2001–2002: Eurocard German Open
- 2003: MasterCard German Open
- 2004: Ladies German Open
- 2005: Qatar Total German Open
- 2006–2008: Qatar Telecom German Open
- 2020–2023: bett1open
- od 2024: ecotrans Ladies Open

## Přehled finále

### Dvouhra
| Rok  | vítězka                         | finalistka                      | výsledek                        |
| ---- | ------------------------------- | ------------------------------- | ------------------------------- |
| 2025 | Markéta Vondroušová             | Wang Sin-jü                     | 7–6(12–10), 4–6, 6–2            |
| 2024 | Jessica Pegulaová               | Anna Kalinská                   | 6–7(0–7), 6–4, 7–6(7–3)         |
| 2023 | Petra Kvitová                   | Donna Vekićová                  | 6–2, 7–6(8–6)                   |
| 2022 | Ons Džabúrová                   | Belinda Bencicová               | 6–3, 2–1skreč                   |
| 2021 | Ljudmila Samsonovová            | Belinda Bencicová               | 1–6, 6–1, 6–3                   |
| 2020 | zrušeno pro pandemii koronaviru | zrušeno pro pandemii koronaviru | zrušeno pro pandemii koronaviru |
| 2019 | turnaj se nekonal               | turnaj se nekonal               | turnaj se nekonal               |
| 2009 | turnaj se nekonal               | turnaj se nekonal               | turnaj se nekonal               |
| 2008 | Dinara Safinová                 | Jelena Dementěvová              | 3–6, 6–2, 6–2                   |
| 2007 | Ana Ivanovićová                 | Světlana Kuzněcovová            | 3–6, 6–4, 7–6(7–4)              |
| 2006 | Naďa Petrovová                  | Justine Heninová                | 4–6, 6–4, 7–5                   |
| 2005 | Justine Heninová                | Naďa Petrovová                  | 6–3, 4–6, 6–3                   |
| 2004 | Amélie Mauresmová               | Venus Williamsová               | bez boje                        |
| 2003 | Justine Heninová                | Kim Clijstersová                | 6–4, 4–6, 7–5                   |
| 2002 | Justine Heninová                | Serena Williamsová              | 6–2, 1–6, 7–6(7–5)              |
| 2001 | Amélie Mauresmová               | Jennifer Capriatiová            | 6–4, 2–6, 6–3                   |
| 2000 | Conchita Martínezová            | Amanda Coetzerová               | 6–1, 6–2                        |
| 1999 | Martina Hingisová               | Julie Halardová-Decugisová      | 6–0, 6–1                        |
| 1998 | Conchita Martínezová            | Amélie Mauresmová               | 6–4, 6–4                        |
| 1997 | Mary Joe Fernandezová           | Mary Pierceová                  | 6–2, 3–6, 6–2                   |
| 1996 | Steffi Grafová                  | Karina Habšudová                | 4–6, 6–2, 7–5                   |
| 1995 | Arantxa Sánchezová              | Magdalena Malejevová            | 6–4, 6–1                        |
| 1994 | Steffi Grafová                  | Brenda Schultzová               | 7–6(8–6), 6–4                   |
| 1993 | Steffi Grafová                  | Gabriela Sabatini               | 7–6(7–3), 2–6, 6–4              |
| 1992 | Steffi Grafová                  | Arantxa Sánchezová              | 4–6, 7–5, 6–2                   |
| 1991 | Steffi Grafová                  | Arantxa Sánchezová              | 6–3, 4–6, 7–6(8–6)              |
| 1990 | Monika Selešová                 | Steffi Grafová                  | 6–4, 6–3                        |
| 1989 | Steffi Grafová                  | Gabriela Sabatini               | 6–3, 6–1                        |
| 1988 | Steffi Grafová                  | Helena Suková                   | 6–3, 6–2                        |
| 1987 | Steffi Grafová                  | Claudia Kohdeová-Kilschová      | 6–2, 6–3                        |
| 1986 | Steffi Grafová                  | Martina Navrátilová             | 6–2, 6–3                        |
| 1985 | Chris Evertová                  | Steffi Grafová                  | 6–4, 7–5                        |
| 1984 | Claudia Kohdeová-Kilschová      | Kathleen Horvathová             | 7–6(10–8), 6–1                  |
| 1983 | Chris Evertová                  | Kathleen Horvathová             | 6–4, 7–6(7–3)                   |
| 1982 | Bettina Bungeová                | Kathy Rinaldi Stunkelová        | 6–2, 6–2                        |
| 1981 | Regina Maršíková                | Ivanna Madruga-Ossesová         | 6–2, 6–1                        |
| 1980 | v areálu hrán Federation Cup    | v areálu hrán Federation Cup    | v areálu hrán Federation Cup    |
| 1979 | Caroline Stollová               | Regina Maršíková                | 7–6(7–4), 6–0                   |
| 1978 | Mima Jaušovecová                | Virginia Ruziciová              | 6–2, 6–3                        |
| 1977 | Laura DuPontová                 | Heidi Eisterlenherová           | 6–1, 6–4                        |
| 1976 | Sue Barkerová                   | Renáta Tomanová                 | 6–3, 6–1                        |
| 1975 | Renáta Tomanová                 | Kazuko Sawamacuová              | 7–6, 5–7, 10–8                  |
| 1974 | Helga Masthoffová               | Martina Navrátilová             | 6–4, 5–7, 6–3                   |
| 1973 | Helga Masthoffová               | Pat Walkden-Pretoriusová        | 6–4, 6–1                        |
| 1972 | Helga Masthoffová               | Linda Tuerová                   | 6–3, 3–6, 8–6                   |
| 1971 | Billie Jean Kingová             | Helga Masthoffová               | 6–3, 6–2                        |
| 1970 | Helga Schultze-Höslová          | Helga Niessenová                | 6–3, 6–3                        |
| 1969 | Judy Tegartová                  | Helga Niessenová                | 6–3, 6–4                        |
| 1968 | Annette Van Zylová              | Judy Tegartová                  | 6–1, 7–5                        |
| 1967 | Françoise Dürrová               | Lesley Turnerová                | 6–4, 6–4                        |
| 1966 | Margaret Smithová               | Maria Buenová                   | 8–6, 6–3                        |
| 1965 | Margaret Smithová               | Edda Budingová                  | 6–3, 6–2                        |
| 1964 | Margaret Smithová               | Maria Buenová                   | 6–1, 6–1                        |
| 1963 | Renée Schuurmanová              | Lesley Turnerová                | 6–4, 1–6, 6–3                   |
| 1962 | Sandra Reynolds Priceová        | Ann Haydonová                   | 4–6, 6–3, 7–5                   |
| 1961 | Sandra Reynoldsová              | Yola Ramírezová                 | 5–7, 7–5, 6–1                   |
| 1960 | Sandra Reynoldsová              | Maria Buenová                   | 7–5, 8–6                        |
| 1959 | Edda Budingová                  | Zsuzsa Körmöczyová              | bez boje                        |
| 1958 | Lorraine Coghlanová             | Shirley Bloomerová              | 6–4, 7–5                        |
| 1957 | Yola Ramírezová                 | Rosie Reyesová                  | 7–5, 6–3                        |
| 1956 | Thelma Longová                  | Silvana Lazzarinová             | 7–5, 6–2                        |
| 1955 | Beryl Penroseová                | Erika Vollmerová                | 6–4, 6–4                        |
| 1954 | Joy Mottramová                  | Inge Pohmannová                 | 2–6, 7–5, 6–2                   |
| 1953 | Dorothy Knodeová                | Joy Mottramová                  | 6–0, 4–6, 6–4                   |
| 1952 | Dorothy Headová                 | Erika Vollmerová                | 6–1, 6–3                        |
| 1951 | Nancye Boltonová                | Mary Terán de Weissová          | 6–3, 6–3                        |
| 1950 | Dorothy Headová                 | Ursula Heidtmannová             | 6–3, 6–0                        |
| 1949 | Mary Terán de Weissová          | Inge Pohmannová                 | 6–2, 6–8, 9–7                   |
| 1948 | Ursula Rosenowová               | Inge Pohmannová                 | 6–2, 8–                         |
| 1947 | turnaj se nekonal               | turnaj se nekonal               | turnaj se nekonal               |
| 1940 | turnaj se nekonal               | turnaj se nekonal               | turnaj se nekonal               |
| 1939 | Hilde Sperlingová               | Hella Kovacová                  | 6–0, 6–1                        |
| 1938 | Hilde Sperlingová               | Margot Lumbová                  | 6–1, 6–0                        |
| 1937 | Hilde Sperlingová               | Marie-Louise Hornová            | 4–6, 6–2, 6–2                   |
| 1936 | turnaj se nekonal               | turnaj se nekonal               | turnaj se nekonal               |
| 1935 | Hilde Sperlingová               | Cilly Aussemová                 | 9–7, 6–0                        |
| 1934 | Hilde Sperlingová               | Cilly Aussemová                 | 6–2, 6–3                        |
| 1933 | Hilde Krahwinkelová             | Sylvie Jung Henrotinová         | 6–2, 6–1                        |
| 1932 | Lolette Payotová                | Hilde Krahwinkelová             | 6–2, 1–6, 6–4                   |
| 1931 | Cilly Aussemová                 | Irmgard Rostová                 | 6–1, 6–2                        |
| 1930 | Cilly Aussemová                 | Hilde Krahwinkelová             | 6–4, 6–4                        |
| 1929 | Paula von Reznicková            | Violet Chamberlainová           | 6–2, 4–6, 6–0                   |
| 1928 | Daphne Akhurstová               | Cilly Aussemová                 | 2–6, 6–0, 6–4                   |
| 1927 | Cilly Aussemová                 | Ilse Friedlebenová              | 6–3, 6–3                        |
| 1926 | Ilse Friedlebenová              | Nelly Neppachová                | 5–7, 6–4, 6–2                   |
| 1925 | Nelly Neppachová                | Ilse Friedlebenová              | 2–6, 6–4, 10–8                  |
| 1924 | Ilse Friedlebenová              | Nelly Neppachová                |                                 |
| 1923 | Ilse Friedlebenová              | Nelly Neppachová                |                                 |
| 1922 | Ilse Friedlebenová              | Nelly Neppachová                |                                 |
| 1921 | Ilse Friedlebenová              | Daisy Uhlová                    | 9–7, 6–1                        |
| 1920 | Ilse Friedlebenová              |                                 |                                 |
| 1919 | turnaj se nekonal               | turnaj se nekonal               | turnaj se nekonal               |
| 191  | turnaj se nekonal               | turnaj se nekonal               | turnaj se nekonal               |
| 1913 | Dora Köringová                  |                                 | 6–4, 6–4                        |
| 1912 | Dora Köringová                  |                                 | 6–2 6–2                         |
| 1911 | Mieken Riecková                 |                                 | 6–1, 4–6, 6–1                   |
| 1910 | Mieken Riecková                 |                                 | 6–1, 6–3                        |
| 1909 | Anita Heimannová                |                                 | 6–4, 0–6, 6–4                   |
| 1908 | Margit von Madaraszová          | Salusburyová                    | 2–6, 6–4, 6–0                   |
| 1907 | Margit von Madaraszová          |                                 | 7–5, 0–6, 6–2                   |
| 1906 | Luise Bertonová                 |                                 | 4–6, 6–3, 6–1                   |
| 1905 | Elsie Laneová                   | K. Krugová                      | 6–0, 6–1                        |
| 1904 | Elsie Laneová                   | L. Bergmannová                  | 6–3, 6–0                        |
| 1903 | Violet Pinckneyová              | Hilda Meyerová                  | 6–2, 6–1                        |
| 1902 | Mary Rossová                    | Hilda Meyerová                  | 8–6, 6–0                        |
| 1901 | Toupie Lowtherová               | Gladys Dudellová                | 6–0, 6–0                        |
| 1900 | Blanche Hillyardová             | Muriel Robbová                  | 2–6, 8–6, 7–5                   |
| 1899 | Charlotte Cooperová             | Clara von der Schulenburgová    | 7–5, 6–4                        |
| 1898 | Elsie Laneová                   | Toupie Lowtherová               | 7–5, 7–5                        |
| 1897 | Blanche Hillyardová             | Charlotte Cooperová             | 6–3, 6–2, 6–2                   |
| 1896 | Maren Thomsenová                | E. Lantziusová                  | 6–3, 6–2, 7–5                   |

### Čtyřhra
| Rok  | vítězky                                   | finalistky                                               | výsledek                        |
| ---- | ----------------------------------------- | -------------------------------------------------------- | ------------------------------- |
| 2024 | Wang Sin-jü Čeng Saj-saj                  | Čan Chao-čching Veronika Kuděrmetovová                   | 6–2, 7–5                        |
| 2023 | Caroline Garciaová Luisa Stefaniová       | Kateřina Siniaková Markéta Vondroušová                   | 4–6, 7–6(10–8), [10–4]          |
| 2022 | Storm Sandersová Kateřina Siniaková       | Alizé Cornetová Jil Teichmannová                         | 6–4, 6–3                        |
| 2021 | Viktoria Azarenková Aryna Sabalenková     | Nicole Melicharová Demi Schuursová                       | 4–6, 7–5, [10–4]                |
| 2020 | zrušeno pro pandemii koronaviru           | zrušeno pro pandemii koronaviru                          | zrušeno pro pandemii koronaviru |
| 2019 | turnaj se nekonal                         | turnaj se nekonal                                        | turnaj se nekonal               |
| 2009 | turnaj se nekonal                         | turnaj se nekonal                                        | turnaj se nekonal               |
| 2008 | Liezel Huberová Cara Blacková             | Nuria Llagostera Vivesová María José Martínez Sánchezová | 3–6, 6–2, 10–2                  |
| 2007 | Lisa Raymondová Samantha Stosurová        | Tathiana Garbinová Roberta Vinciová                      | 6–3, 6–4                        |
| 2006 | Čeng Ťie Jen C’                           | Jelena Dementěvová Flavia Pennettaová                    | 6–2, 6–3                        |
| 2005 | Jelena Lichovcevová Věra Zvonarevová      | Cara Blacková Liezel Huberová                            | 4–6, 6–4, 6–3                   |
| 2004 | Naďa Petrovová Meghann Shaughnessyová     | Janette Husárová Conchita Martínezová                    | 6–2, 2–6, 6–1                   |
| 2003 | Virginia Ruano Pascualová Paola Suárezová | Kim Clijstersová Ai Sugijamová                           | 6–3, 4–6, 6–4                   |
| 2002 | Jelena Dementěvová Janette Husárová       | Daniela Hantuchová Arantxa Sánchezová                    | 0–6, 7–6(7–3), 6–2              |
| 2001 | Els Callensová Meghann Shaughnessyová     | Cara Blacková Jelena Lichovcevová                        | 6–4, 6–3                        |
| 2000 | Conchita Martínezová Arantxa Sánchezová   | Amanda Coetzerová Corina Morariuová                      | 3–6, 6–2, 7–6(9–7)              |
| 1999 | Alexandra Fusaiová Nathalie Tauziatová    | Jana Novotná Patricia Tarabiniová                        | 6–3, 7–5                        |
| 1998 | Lindsay Davenportová Nataša Zverevová     | Alexandra Fusaiová Nathalie Tauziatová                   | 6–3, 6–0                        |
| 1997 | Lindsay Davenportová Jana Novotná         | Gigi Fernándezová Nataša Zverevová                       | 6–2, 3–6, 6–2                   |
| 1996 | Meredith McGrathová Larisa Neilandová     | Martina Hingisová Helena Suková                          | 6–1, 5–7, 7–6(7–4)              |
| 1995 | Amanda Coetzerová Inés Gorrochateguiová   | Larisa Neilandová Gabriela Sabatini                      | 4–6, 7–6(7–3), 6–2              |
| 1994 | Gigi Fernándezová Nataša Zverevová        | Jana Novotná Arantxa Sánchezová                          | 6–3, 7–6(7–2)                   |
| 1993 | Gigi Fernándezová Nataša Zverevová        | Debbie Grahamová Brenda Schultzová                       | 6–1, 6–3                        |
| 1992 | Larisa Neilandová Jana Novotná            | Gigi Fernándezová Nataša Zverevová                       | 7–6(7–5), 4–6, 7–5              |
| 1991 | Larisa Neilandová Nataša Zverevová        | Nicole Bradtkeová Elna Reinachová                        | 6–3, 6–3                        |
| 1990 | Nicole Bradtkeová Elna Reinachová         | Hana Mandlíková Jana Novotná                             | 6–2, 6–1                        |
| 1989 | Elizabeth Smylieová Janine Thompsonová    | Lise Gregoryová Gretchen Magersová                       | 5–7, 6–3, 6–2                   |
| 1988 | Isabelle Demongeotová Nathalie Tauziatová | Claudia Kohdeová-Kilschová Helena Suková                 | 6–2, 4–6, 6–4                   |
| 1987 | Claudia Kohdeová-Kilschová Helena Suková  | Catarina Lindqvistová Tine Scheuerová-Larsenová          | 6–1, 6–2                        |
| 1986 | Steffi Grafová Helena Suková              | Martina Navrátilová Andrea Temesváriová                  | 7–5, 6–2                        |
| 1985 | Claudia Kohdeová-Kilschová Helena Suková  | Steffi Grafová Catherine Tanvierová                      | 6–4, 6–1                        |
| 1984 | Anne Hobbsová Candy Reynoldsová           | Kathleen Horvathová Virginia Ruziciová                   | 6–3, 4–6, 7–6(13–11)            |
| 1983 | Jo Durieová Anne Hobbsová                 | Claudia Kohdeová-Kilschová Eva Pfaffová                  | 6–4, 7–6(7–2)                   |
| 1982 | Liz Gordonová Beverly Mouldová            | Bettina Bungeová Claudia Kohdeová-Kilschová              | 6–3, 6–4                        |
| 1981 | Rosalyn Fairbanková Tanya Harfordová      | Sue Barkerová Renáta Tomanová                            | 6–3, 6–4                        |
| 1980 | v areálu hrán Federation Cup              | v areálu hrán Federation Cup                             | v areálu hrán Federation Cup    |
| 1979 | Rosie Casalsová Wendy Turnbullová         | Evonne Goolagongová Kerry Reidová                        | 6–2, 7–5                        |
| 1978 | Mima Jaušovecová Virginia Ruziciová       | Katja Ebbinghausová Helga Masthoffová                    | 6–4, 5–7, 6–0                   |
| 1977 | Delina Ann Boshoffová Ilana Klossová      | Regina Maršíková Renáta Tomanová                         | 2–6, 6–4, 7–5                   |
| 1976 | Delina Ann Boshoffová Ilana Klossová      | Laura DuPontová Wendy Turnbullová                        | 4–6, 7–5, 6–1                   |
| 1975 | nehráno                                   | nehráno                                                  | nehráno                         |
| 1974 | Raquel Giscafreová Helga Höslová          | Martina Navrátilová Renáta Tomanová                      | 6–3, 6–2                        |
| 1973 | Helga Masthoffová Heide Orthová           | Kremmerová Laura Rossouwová                              | 6–1, 6–2                        |
| 1972 | Helga Masthoffová Heide Orthová           | Wendy Overtonová Valerie Ziegenfussová                   | 6–3, 2–6, 6–0                   |
| 1971 | Rosie Casalsová Billie Jean Kingová       | Helga Masthoffová Heide Orthová                          | 6–2, 6–1                        |

## Galerie

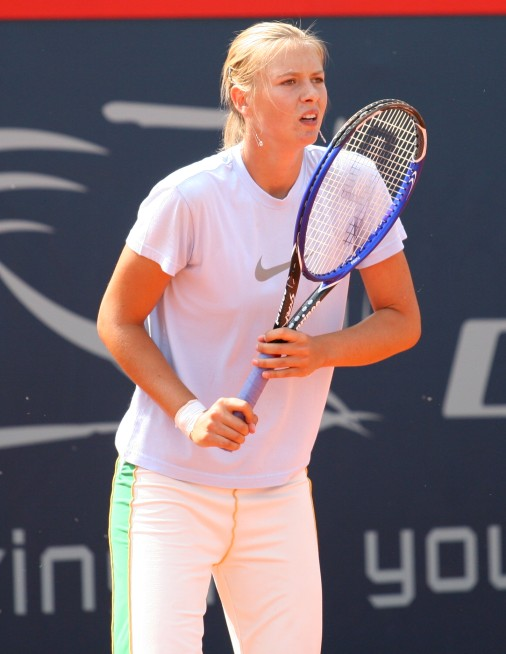
Maria Šarapovová, 2005
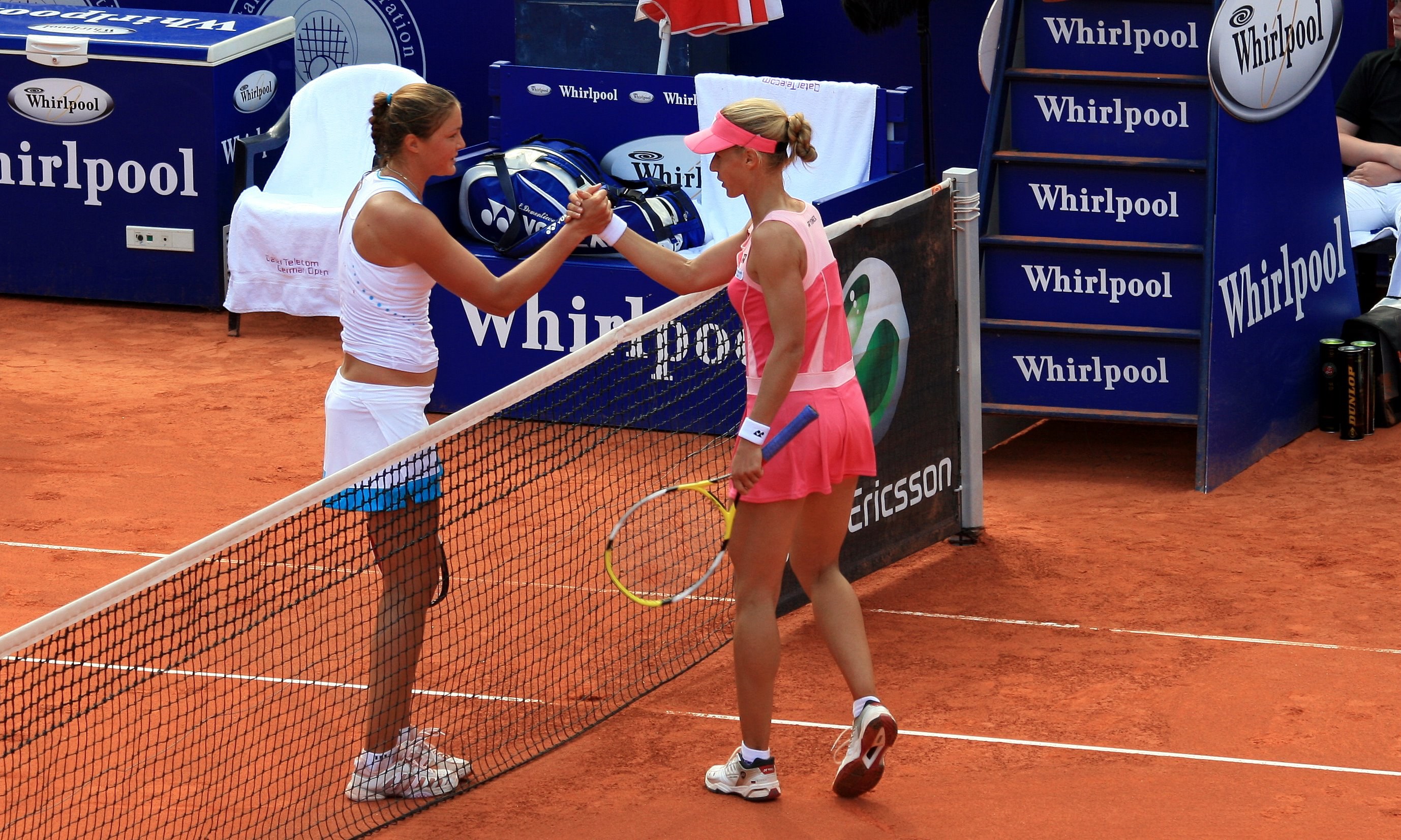
Dinara Safinová a Jelena Dementěvová, finalistky 2008
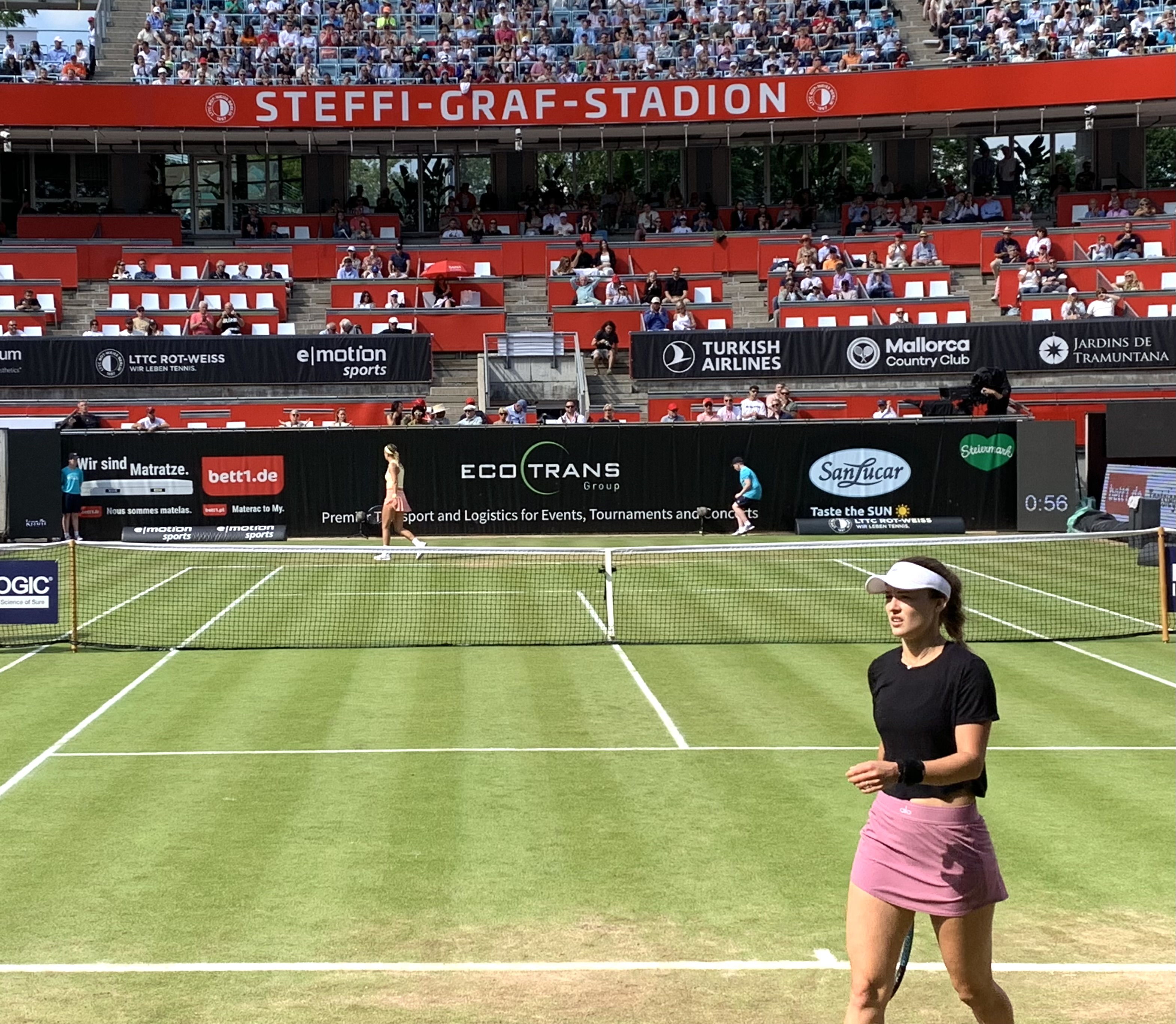
Anna Kalinská, 2024
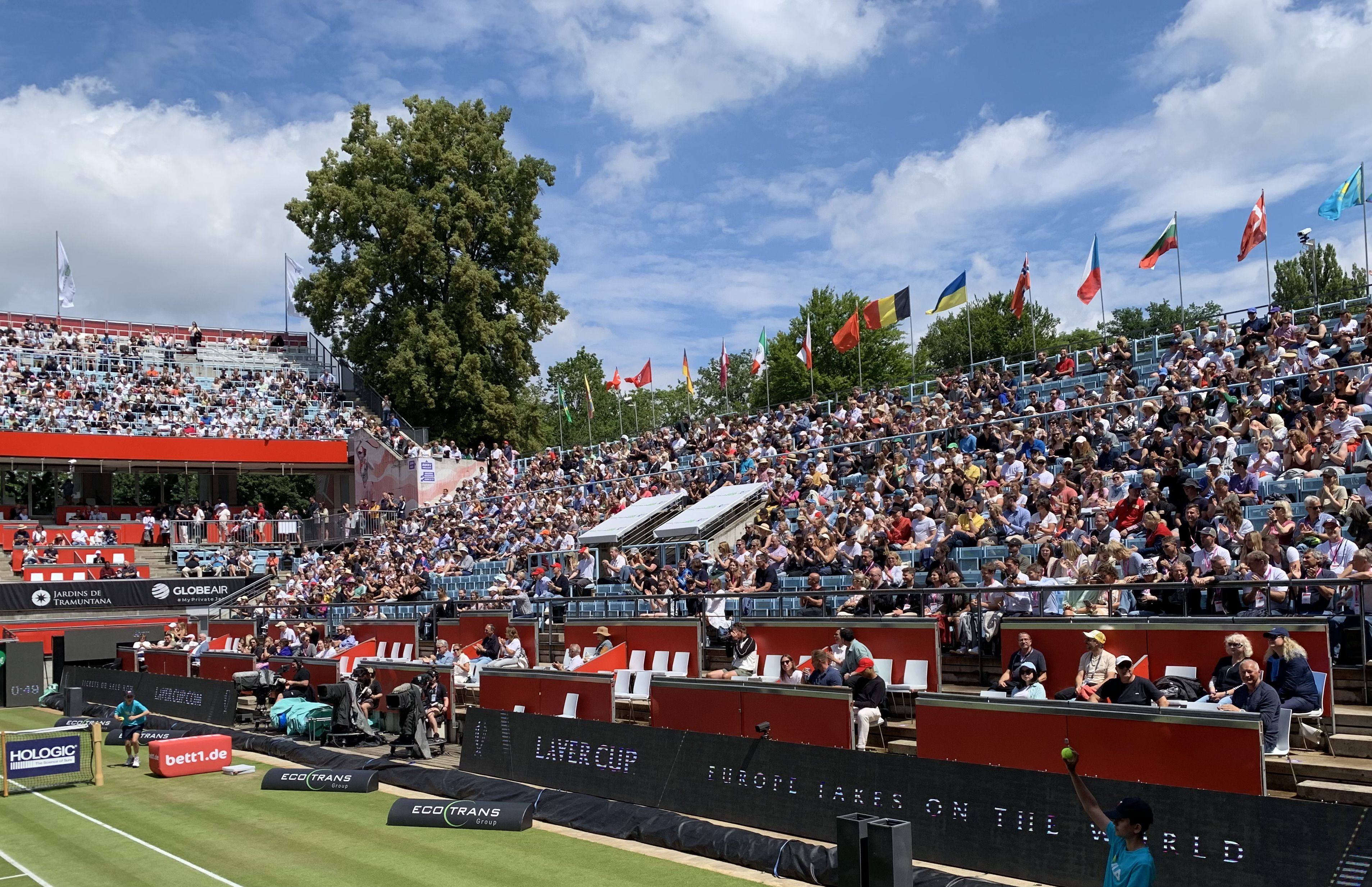
Tribuny stadionu Steffi Grafové